# مانوئل ریورا اورتیز
مانوئل ریورا اورتیز (به انگلیسی: Manuel Rivera-Ortiz) (زاده ۲۳ دسامبر ۱۹۶۸) عکاس مستند اهل پورتوریکو است.